# Hiske Dibbets
Hiske Dibbets (1966 - Amsterdam, 17 juli 2023) was een Nederlands journalist en schrijver.
Ze was dochter van kunstenaar Jan Dibbets.  
Ze kreeg na de middelbare school Barlaeus Gymnasium haar opleiding (creative writing) deels in Boston, Verenigde Staten. Terug in Nederland schreef ze bijvoorbeeld voor HP/De Tijd, Esta en Moscow Magazine. In de jaren negentig maakte ze kennis van Plien van Albada van Uitgeverij Balans, met wie ze levenslang bevriend bleef. Bij Balans publiceerde ze titels als Droomkeuken (verhalenbundel uit 1996), De honger (roman uit 2002) en De gifmengster (roman 2006). Het gehoopte succes kwam niet en Dibbets stopte met schrijven. Ze was toen al als manuscriptbeoordelaar werkzaam bij Uitgeverij Prometheus, alwaar ze Kluuns Komt een vrouw bij de dokter (nog) niet goed genoeg vond voor publicatie; Kluuns werk werd toen bij concurrent Uitgeverij Podium uitgegeven. Ook daar vertrok ze om te gaan werken binnen de forensische psychiatrie; ze was er communicatieadviseur en persvoorlichter. Ze wilde bij haar pensioen (60 jaar) haar schrijverschap weer oppakken. 
Nadat bij haar rond 2020 darmkanker was vastgesteld pakte ze het schrijven op en publiceerde vlak voor haar dood Niet niks; een jaar met de dood op mijn hielen (2023), waarin ze het ziekteverloop beschrijft, haar poging het te bevatten en pogingen haar leven te rekken. Ze was vlak voor de diagnose online bevriend geraakt met letterkundige Frank Ligtvoet, die op dezelfde dag dezelfde diagnose hoorde maar dan nog geneesbaar. Ze correspondeerden over de ziekte. Hij genas inderdaad, Dibbets overleed ondanks chemotherapie aan de ziekte.
- Gemeinsame Normdatei: 173583172
- International Standard Name Identifier: 0000 0000 4301 5078
- Library of Congress Control Number: n96085147
- Nederlandse Thesaurus van Auteursnamen: 146786246
- Virtual International Authority File: 18951313